# Лукьяново (Бабаевский район)
Лукьяново — деревня в Бабаевском районе Вологодской области.
Входит в состав Дубровского сельского поселения, с точки зрения административно-территориального деления — в Дубровский сельсовет.
Расстояние по автодороге до районного центра Бабаево составляет 37,5 км, до центра муниципального образования деревни Дубровка — 0,5 км. Ближайшие населённые пункты — Дубровка, Заборье, Загривье, Папино.
Население по данным переписи 2002 года — 7 человек.